# Valerianus II
Publius Licinius Cornelius Valerianus (mất năm 257 hoặc 258) còn gọi là Valerianus II, là con trưởng của Hoàng đế La Mã Gallienus và Augusta Cornelia Salonina gốc Hy Lạp và cháu trai của Hoàng đế Valerianus I vốn xuất thân từ một gia đình quý tộc và có truyền thống nghị viên.
Một thời gian ngắn sau khi được tung hô làm Hoàng đế (Augustus) Valerianus đưa Gallienus làm đồng hoàng đế và cháu trai của mình, Valerianus làm Caesar vào năm 256. Vị Caesar trẻ này về sau được đưa về Sirmium để đại diện cho gia tộc Licinius trong bộ máy chính quyền của các tỉnh Illyria gặp khó khăn trong khi Gallienus chuyển sự quan tâm của mình đến vùng German để đối phó với man rợ xâm nhập vào xứ Gaul. Vì còn trẻ tuổi nên Valerianus được đặt dưới sự giám hộ của Ingenuus, thống đốc tỉnh Illyria, tức là vùng Thượng và Hạ Pannonia cùng Thượng và Hạ Moesia.
Ít lâu sau thì Valentinus mất vào cuối năm 257 hoặc đầu năm 258 không rõ nguyên nhân để rồi buộc Gallienus phải giáng chức Ingenuus. Hành động này đã khiến cho Ingenuus tức giận và đi đến quyết định dấy loạn chống lại Đế quốc La Mã.